# اینوکس
اینوکس (انگلیسی: INOX Leisure Limited) یک گروه سینمایی در کشور هند است.
این شرکت که در سال ۱۹۹۹ تأسیس شده دارای ۱۲۰ مجموعه سینمایی و ۴۸۱ سالن در ۵۸ شهر است.